# Doudeville
Doudeville ist eine französische Gemeinde mit 2440 Einwohnern (Stand 1. Januar 2022) im Département Seine-Maritime in der Region Normandie. Sie gehört zum Arrondissement Rouen und ist Sitz des Gemeindeverbands Communauté de communes Plateau de Caux. Die Bewohner werden Doudevillais und Doudevillaises genannt.

## Geografie
Doudeville liegt in der Landschaft Pays de Caux im Zentrum des Départements, etwa 25 Kilometer nordwestlich von Rouen und in etwa 17 Kilometern Entfernung zum Küstenort Saint-Valery-en-Caux.
Im Ort kreuzen sich die Fernverkehrsstraßen Rouen-Saint-Valery-en-Caux und Le Havre-Dieppe.
Umgeben wird Doudeville von den elf Nachbargemeinden:
| Hautot-l’Auvray                | Fultot Gonzeville                           | Bénesville                             |
| Routes Saint-Vaast-Dieppedalle | Kompassrose, die auf Nachbargemeinden zeigt | Étalleville                            |
| Harcanville                    | Yvecrique                                   | Berville-en-Caux Amfreville-les-Champs |

## Geschichte
In einem Waldgebiet sowie in dem Weiler Vautuit wurden Überreste gefunden, die vermuten lassen, dass Doudeville während der gallo-römischen Zeit ein bedeutsamer Ort gewesen sein muss.
Seit dem 19. Jahrhundert ist der Ort für die Leinenproduktion bekannt. Damals gab es 7000 bis 8000 Beschäftigte in dem Gewerbe. Außerdem fand in Doudeville die Generalversammlung der Flachsbauern statt, wo die wichtigsten Beamten des Gewerbes aus aller Welt zusammentrafen.

### Name
Der Name kommt möglicherweise von Dodelini villa, was der Name eines ehemaligen Herren des Dorfes gewesen sein könnte. Es ist aber auch möglich, dass sich der Name von duodecim villoe oder Duodena villa ableitet, was „zwölf Villen“ bedeutet.

## Wirtschaft
Doudeville ist für die Leinenproduktion bekannt und wird auch „Hauptstadt der Leinen“ genannt. In Doudeville war von 1955 bis 1997 das Karosseriebauunternehmen Antem ansässig, das Fahrzeuganhänger und Traktorkabinen fertigte.

## Städtepartnerschaften
- Bad Nenndorf (Deutschland), seit 1978
- Bourne (Lincolnshire, Vereinigtes Königreich), seit 1989, derzeit ruhend gemäß Beschluss der Gemeinde Bourne

## Demografie

### Bevölkerungsentwicklung
| Jahr      | 1962 | 1968 | 1975 | 1982 | 1990 | 1999 | 2006 | 2013 | 2020 |
| Einwohner | 2087 | 1993 | 2161 | 2315 | 2492 | 2526 | 2563 | 2552 | 2472 |

### Altersstruktur
17,8 Prozent der Bevölkerung sind 14 Jahre alt oder jünger. 11 Prozent der Bevölkerung sind 75 Jahre alt oder älter (Stand: 2020).

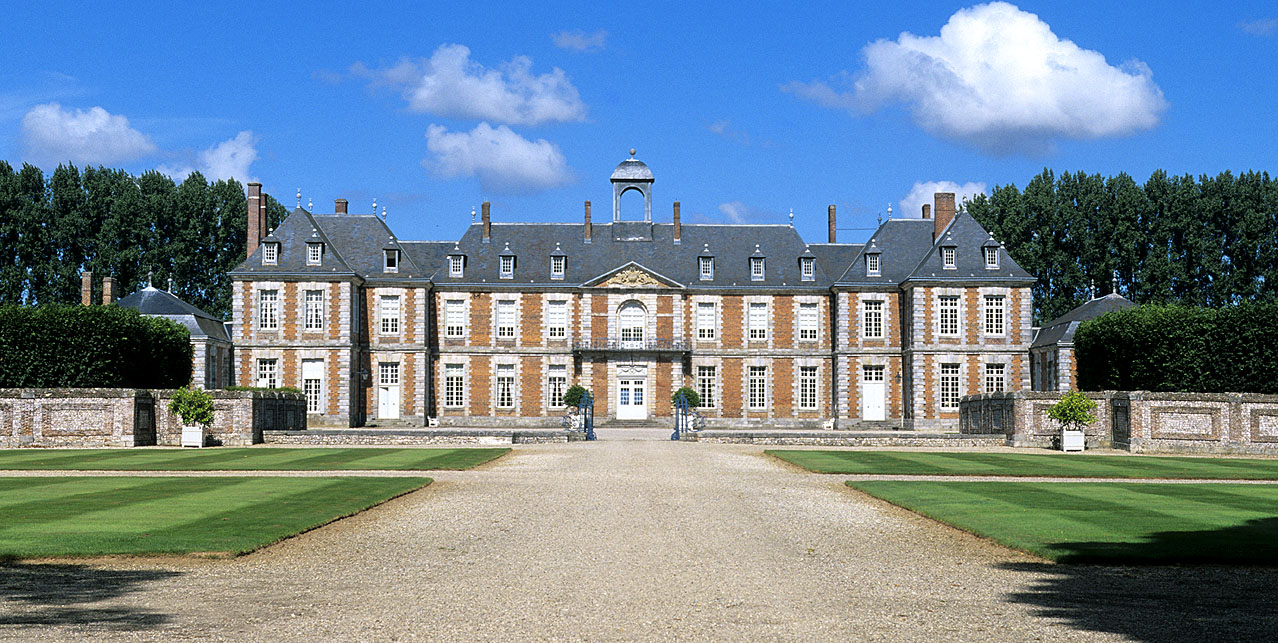
Schloss Galleville

## Sehenswürdigkeiten
- Schloss Galleville. Repräsentatives Schloss der Seigneurie, in der zweiten Hälfte des 17. Jahrhunderts errichtet. Im Zweiten Weltkrieg wurde das Schloss von den Deutschen besetzt und 1943 versehentlich teilweise niedergebrannt. Nach dem Krieg wurde es restauriert. Das Anwesen mit Nebengebäuden, Innenhof, Park, Gärten und Obstgärten ist in Teilen seit 1984 als Monument historique klassifiziert.
- Pfarrkirche Notre Dame de l’Assomption. Sie wurde im 16. Jahrhundert neu gebaut. Bau der nördlichen Vorhalle des Kirchenschiffs, Überarbeitung der Nordwand des Kirchenschiffs und Bohrung ihrer Wandöffnungen gegen 1872.
- Das Herrenhaus in Fresnay wurde im 17. Jahrhundert erbaut. Im 18. Jahrhundert wurde der Südflügel hinzugefügt.
- Das Herrenhaus in Vautuit wurde wahrscheinlich in der ersten Hälfte des 17. Jahrhunderts errichtet.